# Rhododendron ciliicalyx
Rhododendron ciliicalyx är en ljungväxtart. Rhododendron ciliicalyx ingår i släktet rododendron, och familjen ljungväxter.

## Underarter
Arten delas in i följande underarter:
- R. c. ciliicalyx
- R. c. lyi

## Bildgalleri

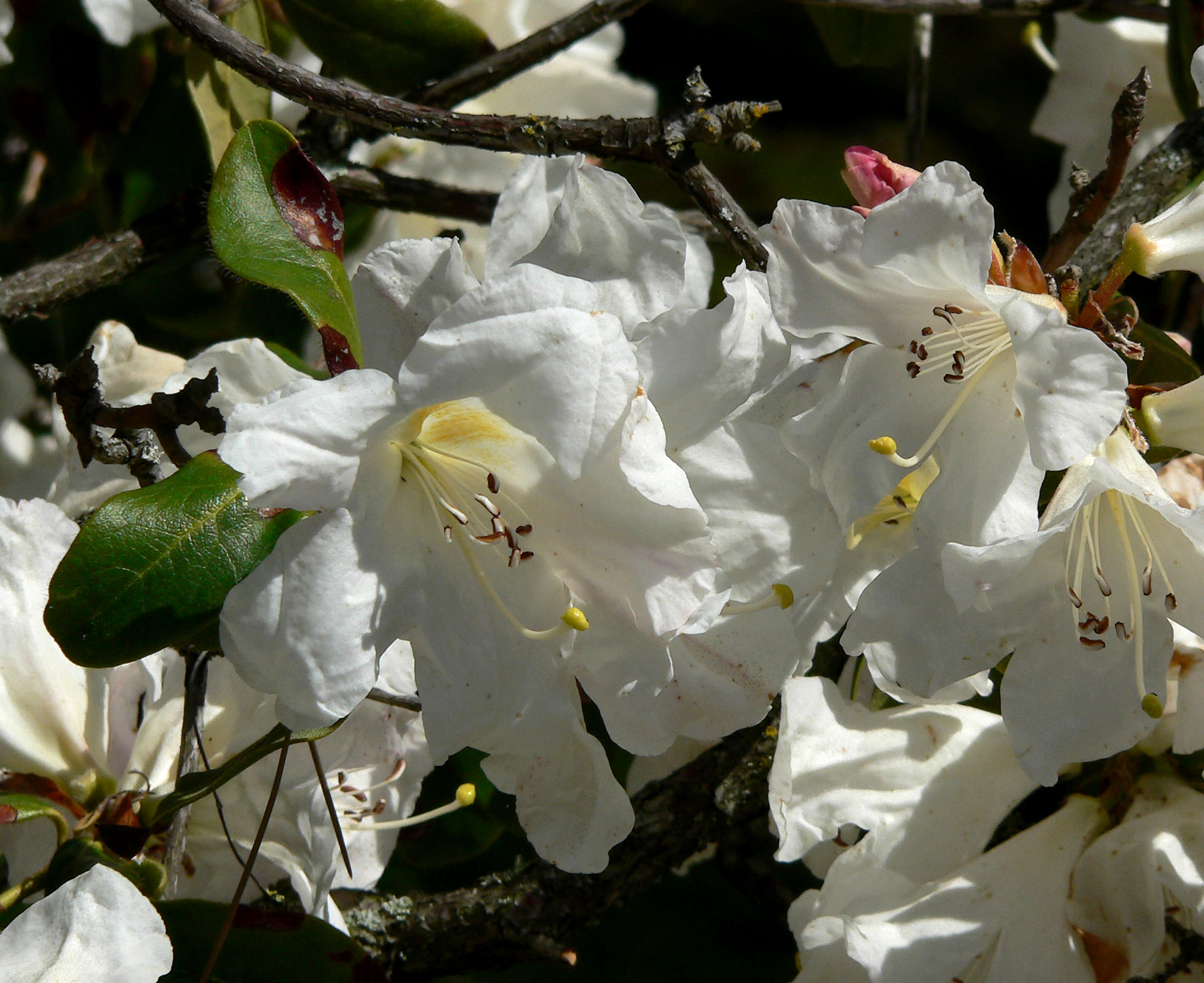
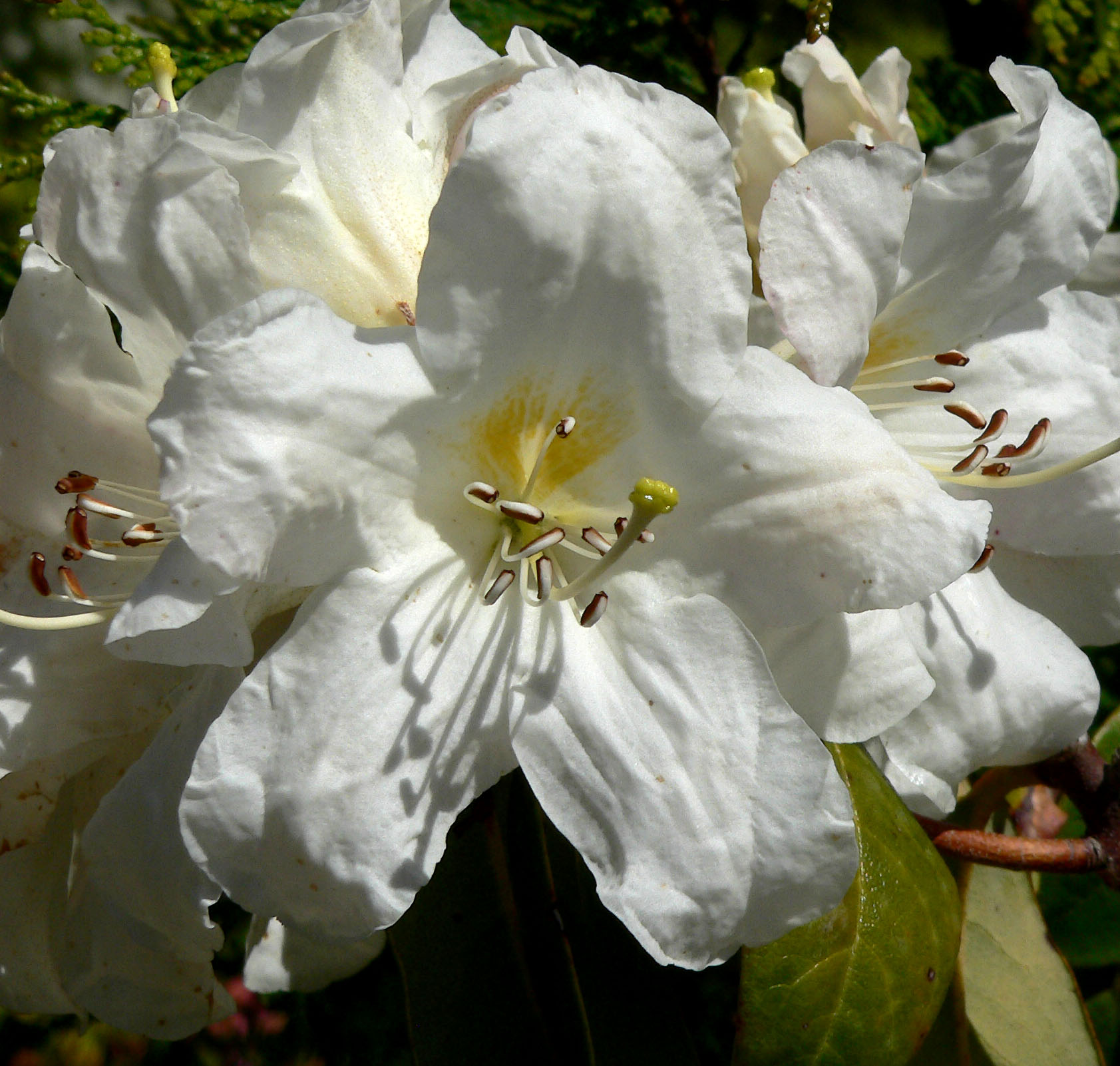